# Astrid Kirchherr
Astrid Kirchherr (født 20. maj 1938 i Hamburg, død 12. maj 2020) var en tysk fotograf og kunstner. Hun gik på den tyske skole "Meisterschule für Mode, Textil Graphik und Werbung" og fik sin eksamen derfra i 1960. 
Det var Astrid Kirchherr, der "opfandt" de såkaldte "Beatles-frisurer" og den kraveløse jakke, som blev The Beatles' kendetegn. Hun var kæreste med Klaus Voormann i en periode, indtil hun mødte Stuart Sutcliffe, Beatles' daværende bassist. Hun blev straks tiltrukket af ham, hvilket var gensidigt. En dag spurgte Astrid, om hun skulle tage nogle nogle billeder af ham, hvilket han sagde ja til. Han så meget frem til at mødes med hende, han havde en følelse af, at han elskede hende. Kort tid efter blev de kærester. Voorman var meget forstående overfor dette, han kunne se, at de hørte sammen. 
En dag klippede Astrid Kirchherr Sutcliffes hår på en måde, så det så ud som det, der i dag kendes som "Beatles-frisuren", og han fik hendes kraveløse jakke på. De øvrige Beatles-medlemmer latterliggjorde først Sutcliffe for hans nye udseende, men snart fandt de ud af, at det var smart, hvorpå de alle sammen valgte at se sådan ud.
Kirchherr har endvidere æren for en række fotos af gruppen og de enkelte medlemmer fra Hamburg-tiden. Stuart Sutcliffe valgte at blive i byen, hvor han genoptog sine kunststudier, mens han boede sammen med Kirchherr. Efter hans tidlige død i 1962 koncentrerede hun sig om fotografering, og fra tid til anden tog hun billeder af Beatles. 
I 1970'erne og 1980'erne havde hun ikke så stor succes, men efter at filmen Backbeat, der handlede om Sutcliffes og hendes liv, blev udsendt i 1994, opstod der fornyet interesse om Kirchherrs fotos, der siden har været udstillet adskillige steder i verden.